# Чжихэ
Чжихэ́ Ким (англ. Jihae Kim) — американская певица

, автор песен, актриса

, режиссёр видеоклипов, музыкальный продюсер и фотомодель.

## Ранние годы
Чжихэ Ким родилась 7 февраля 1989 года в Сеуле, Республика Корея. Будучи дочерью дипломата, росла в Нигерии и Швеции. Она училась в Университете Эмори, который окончила по специальности «политология».

## Карьера
Чжихэ начала карьеру в качестве модели, снявшись в рекламе бренда женской одежды «Eileen Fisher».
Чжихэ выпустила четыре музыкальных альбома: «My Heart Is an Elephant» (2007), «Elvis Is Still Alive» (2008), «Fire Burning Rain» (2010) и «Illusion of You» (2018). В 2009 году она запустила собственный музыкальный лейбл и мультимедийную компанию «Septem». В 2010 году, вместе с драматургом и режиссёром Джоном Патриком Шэнли, создала рок-оперу «Fire Burning Rain» на основе своего одноимённого концептуального альбома.
В 2012 году Чжихэ и Дэйв Стюарт записали песню «Man to Man, Woman to Woman», которую тогдашний госсекретарь Хиллари Клинтон выбрала в качестве музыкальной темы для кампании «Hours Against Hate» 2012 года по борьбе с фанатизмом. Джихэ и Стюарт исполнили песню на концерте в Лондоне 24 июля.
С 2016 по 2018 год Чжихэ играла главную роль сестёр-близнецов Ханы и Джун Сын в мини-сериале National Geographic «Марс». В 2018 году она сыграла Анну Фанг в фильме «Хроники хищных городов».
В 2021 году Чжихе сыграла Берри Шнайдер в телесериале HBO «Наследники», за которую получила премию «Серебряное перо» и премию Гильдии киноактёров США вместе с актёрским составом.

## Дискография

### Студийные альбомы
- «My Heart Is an Elephant» (2007)
- «Elvis Is Still Alive» (2008)[7]
- «Fire Burning Rain» (2010)[4]
- «Illusion of You» (2018)

### Цифровые альбомы
- «Fire Burning Rain»[8]
- «My Heart Is An Elephant»[9]
- «Elvis Is Still Alive»[10]
- «Illusion Of You»[11]
- Afterthough[12]

## Фильмография

### Актриса
| Год       |     | Русское название         | Оригинальное название | Роль                |
| --------- | --- | ------------------------ | --------------------- | ------------------- |
| 2009      | ф   | 2Б                       | 2B                    | певица              |
| 2016—2018 | с   | Марс                     | Mars                  | Хана Сын / Джун Сын |
| 2016      | кор | До Марса                 | Before Mars           | Хана Сын в 2033     |
| 2018      | ф   | Хроники хищных городов   | Mortal Engines        | Анна Фанг           |
| 2020      | с   | Видоизменённый углерод   | Altered Carbon        | певица              |
| 2021      | с   | Наследники               | Succession            | Берри Шнайдер       |
| 2024      | с   | Дюна: Пророчество        | Dune: The Prophecy    | Каша Джинджо        |
|           | кор | Переезд в солнечный свет | Moving Into Sunlight  |                     |

### Прочее
| Год  | Название                 | Оригинальное название | Режиссёр | Продюсер | Композитор |
| ---- | ------------------------ | --------------------- | -------- | -------- | ---------- |
| 2010 | Падшее гнездо            | Fallen Nest           | Нет      | Нет      | Да         |
| 2018 | Жизнь на Марсе           | Life on Mars          | Да       | Да       | Нет        |
|      | Переезд в солнечный свет | Moving Into Sunlight  | Нет      | Да       | Да         |

## Награды и номинации
| Год  | Премия                         | Категория                                       | Работа     | Результат |
| ---- | ------------------------------ | ----------------------------------------------- | ---------- | --------- |
| 2021 | Серебряное перо                | Лучший актёрский состав в драматическом сериале | Наследники | Победа    |
| 2022 | Премия Гильдии киноактёров США | Лучший актёрский состав в драматическом сериале | Наследники | Победа    |